# میشل مک‌فرسون
میشل مک‌فرسون (انگلیسی: Michelle MacPherson؛ زادهٔ ۱۱ مهٔ ۱۹۶۶) شناگر اهل کانادا است.
وی در مسابقات کشوری و بین‌المللی در مجموع برندهٔ ۱ مدال طلا، ۳ مدال نقره، ۴ مدال برنز شده‌است.